# Acmaeoderella adspersula
Acmaeoderella adspersula es una especie de escarabajo del género Acmaeoderella, familia Buprestidae. Fue descrita científicamente por Illiger en 1803.

## Distribución geográfica
Habita en el Paleártico.